# Stromante

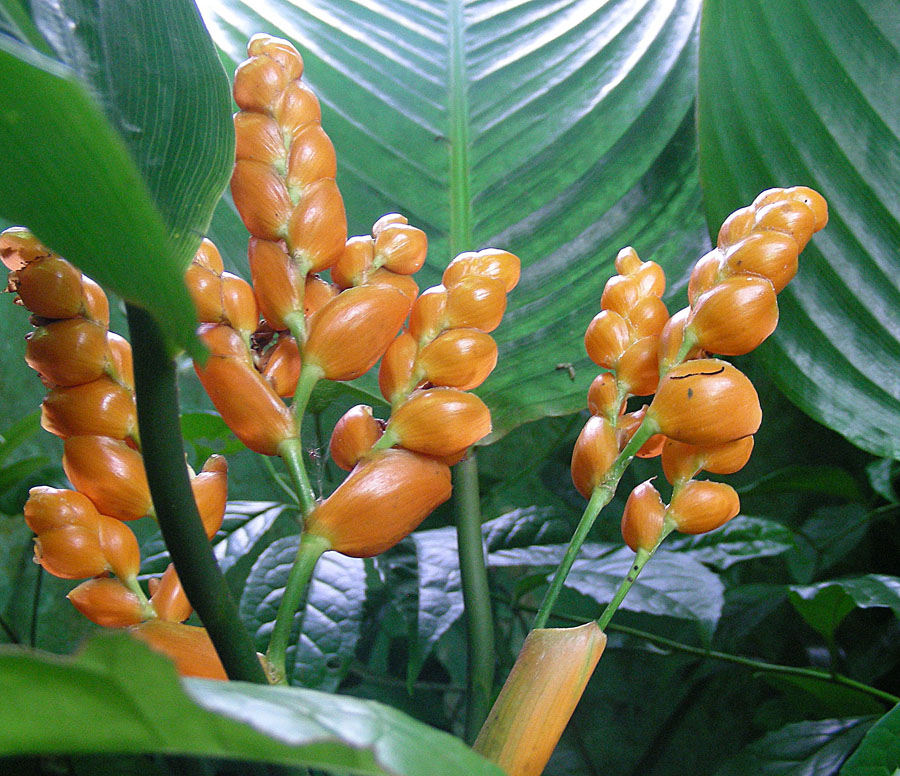
Stromanthe jacquinii

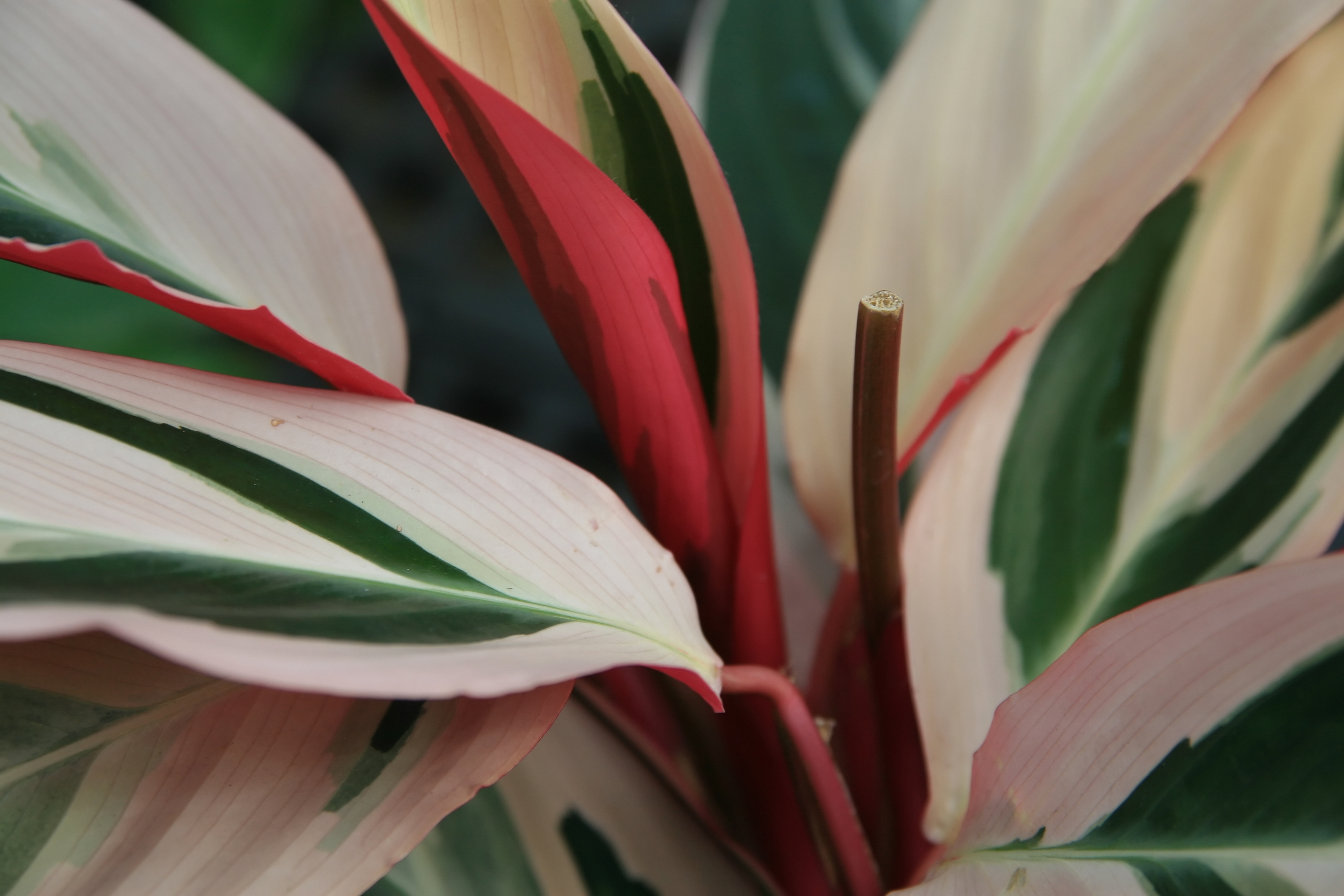
Stromanthe thalia odmiana 'Triostar'

Stromante (Stromanthe Sond.) – rodzaj roślin z rodziny marantowatych. Obejmuje od 13 do 20 gatunków. Wszystkie one pochodzą z Ameryki Południowej i Środkowej – rosną na obszarze od Meksyku na północy po Brazylię i Boliwię na południu. Najbardziej zróżnicowane są w południowo-wschodniej części Brazylii i w Ameryce Środkowej. Są to rośliny naziemne, tylko Stromanthe palustris rośnie na mokradłach, wszystkie związane są z wilgotnymi lasami równikowymi.
Niektóre gatunki uprawiane są jako rośliny ozdobne, przy czym rośnie ich znaczenie jako roślin ozdobnych w strefie tropikalnej, podczas gdy poza nią ich rola jest ograniczona ze względu na wymagania siedliskowe (konieczność zapewnienia dużej wilgotności powietrza), czasem trudne do spełnienia w uprawie w pomieszczeniach. Do roślin uprawianych jako doniczkowe należą S. thalia (często pod nazwą synonimiczną S. sanguinea) i S. porteana.
Nazwa naukowa rodzaju nadana została w nawiązaniu do charakterystycznego ułożenia kwiatów w kwiatostanie i pochodzi z greckich słów stroma = łóżko i anthos = kwiat.

## Morfologia
PokrójByliny o płożących kłączach i wzniesionych, rozgałęzionych (czasem gęsto) pędach, z okazałymi liśćmi, osiągające od 0,7 do 3 m wysokości.
LiścieWyrastające w dwóch rzędach naprzemiennie na pędzie, zwykle skupione. Mogą być odziomkowe i łodygowe, jak i tylko łodygowe. Blaszka liściowa jajowata, owalna lub eliptyczna, osadzona na zwykle krótkich ogonkach.
KwiatyZebrane w silnie rozgałęzione kwiatostany, zwykle mocno rozpierzchłe i z jaskrawo ubarwionymi pochwami obejmującymi części kwiatostanu. Kwiatostany rozwijają się szczytowo pojedynczo lub po kilka na pędzie. Przysadki często nieobecne lub drobne, łuskowate. Trzy listki wewnętrzne okwiatu zrośnięte krócej niż do połowy ich długości. Listki okwiatu osiągają przy tym tylko do 2 mm długości. Jeden pręcik płodny, a pozostałe dwa wykształcają się jako płatkopodobne prątniczki lub są szczątkowe albo nawet całkiem nieobecne. Zalążnia trójkomorowa, ale tylko w jednej komorze rozwija się zalążek.
OwoceJednonasienne torebki, kulistawe, zwykle otoczone trwałym okwiatem.

## Systematyka
Jeden z rodzajów z rodziny marantowatych (Marantaceae).
Wykaz gatunków
- Stromanthe angustifolia Rusby
- Stromanthe bahiensis Yosh.-Arns, Mayo & J.M.A.Braga
- Stromanthe boliviana K.Schum.
- Stromanthe confusa K.Schum.
- Stromanthe glabra Yosh.-Arns
- Stromanthe guapilesensis (Donn.Sm.) H.A.Kenn. & Nicolson
- Stromanthe hjalmarssonii (Körn.) Petersen ex K.Schum.
- Stromanthe jacquinii (Roem. & Schult.) H.A.Kenn. & Nicolson
- Stromanthe macrochlamys (Woodson & Standl.) H.A.Kenn. & Nicolson
- Stromanthe palustris H.Kenn.
- Stromanthe papillosa Petersen
- Stromanthe pluriflora Petersen ex Warm.
- Stromanthe popolucana Cast.-Campos, Vovides & Vázq.Torres
- Stromanthe porteana Gris
- Stromanthe ramosissima L.Andersson
- Stromanthe schottiana (Körn.) Eichler
- Stromanthe sellowiana K.Schum.
- Stromanthe stromanthoides (J.F.Macbr.) L.Andersson
- Stromanthe thalia (Vell.) J.M.A.Braga
- Stromanthe tonckat (Aubl.) Eichler